# Олимпийский комитет Люксембурга
Олимпийский и спортивный комитет Люксембурга (фр. Comité Olympique et Sportif Luxembourgeois, нидерл. Luxemburgs Olympisch en Sportcomité, нем. Luxemburgisches Olympisches und Sportkomitee, люкс. Lëtzebuerger Olympesche a Sporting Comité) — национальный олимпийский комитет Люксембурга. Люксембургский Олимпийский комитет был создан в 1912 году и признан Международным олимпийским комитетом.

## Президенты
- Робер Брассёр (1912—1922)
- Морис Пескатор (1922—1925)
- Густав Жаккемар (1925—1950)
- Пауль Вильвертц (1950—1970)
- Проспер Линк (1970—1972)
- Жози Бартель (1973—1977)
- Жерар Раскин (1977—1989)
- Норбер Опер (1989—1999)
- Марк Тайзен (1999—2012)
- Андре Хоффманн (2012—н. в.)